# Shlomo Ben-Yosef
Shalom Tabashnik (Lutsk, Imperio ruso (hoy en Ucrania); 7 de mayo de 1913 – Acre, Mandato británico de Palestina (hoy en Israel); 29 de junio de 1938), más conocido como Shlomo Ben-Yosef (hebreo: שלמה בן-יוסף), fue un joven miembro del Betar y el Irgún. Se lo conoce por haber sido el primer judío ahorcado por los británicos en Palestina.

## Juventud
Shlomo Ben-Yosef nació en la ciudad rusa (hoy ucraniana) de Lutsk en una familia judía de habla polaca muy pobre. Su padre era Yaakov Yosef Tabashnik, conocido en el pueblo. Como niño de familia pobre, tuvo que ir a trabajar desde muy temprana edad para alimentar a su familia. En 1928 el joven Shlomo se incorporó a las filas del Beitar, un movimiento juvenil sionista que estaba presente en su pueblo, siendo miembro del Betar, se involucró en la militancia política sionista, allí aprendió a amar a la nación de Eretz Israel, sentirse orgulloso de su identidad judía y aprendió que él no era un pobre y sucio judío (calificación con la que eran designados todos los judíos en Polonia). Al igual que otros pioneros de todas las tendencias ideológicas, consagró todo el fervor juvenil al servicio de su agrupación. El movimiento Betar en ese momento, buscaba la integración de todos los jóvenes judíos, al igual que las demás organizaciones sionistas.
Luego de trabajar, Shlomo Ben-Yosef asistía a las reuniones del consejo del Betar para oír hablar sobre los ataques de los ciudadanos árabes contra los judíos en el Mandato Británico de Palestina y la agresión que sufría la comunidad judía del emergente Yishuv.
A partir de entonces se convirtió en uno de los jóvenes más activos del Betar mientras esperaba el día en que pudiera ir a Palestina. Este momento llegó en agosto de 1937, cuando congregó a un grupo de jóvenes del Betar para que viajaran a Palestina ilegalmente (al no poseer los pasaportes británicos), junto con miles de judíos, deseosos de superar todos los obstáculos e instalarse allí. Su equipaje consistía principalmente en sus Tefilim (indumentaria de la religión judía) y alguna provisión de alimentos. Tardaron muchos meses en llegar a Palestina y atravesaron diversas dificultades en el camino.
Desde 1936 habían estallado en Palestina los ataques árabes, en el marco de la Gran Revuelta Árabe, que (según los activistas sionistas) estaban incitados por los británicos y alentados por ellos. Durante la revuelta cientos de hombres murieron y niños fueron salvajemente asesinados, los campos de cultivo de los judíos fueron incendiados y poblados enteros arrasados por las milicias árabes. Mientras tanto la Haganá mantenía una política de "autocontención" (Havlagá), evitando responder ante los ataques árabes. Como respuesta ante los ataques, los sionistas revisionistas de la Nueva Organización Sionista, encabezados por el judío Zeev Jabotinsky, crearon una organización paramilitar clandestina denominada Irgún Tzvaí Leumí (Etzel) que, a partir de su creación, emprendería diversas acciones de represalia.
Ben-Yosef, inmediatamente después de su llegada a Palestina, se unió a las filas de esta nueva milicia judía y reunió a toda la gente del Betar en Rosh Piná (un poblado de Galilea), justamente donde se formó el Irgún, para convencerlos de que se unieran a la nueva organización armada.

## Episodios en Rosh Piná
La zona en la cual estaba situada Rosh Piná era objeto de permanentes ataques árabes, a tal punto que la producción de la colonia hebrea había disminuido notoriamente, ya que era imposible salir a trabajar al campo. Ocurrió un episodio que estremeció de indignación a Ben-Yosef: En el camino de Acre a Safed, el chofer de un taxi con pasajeros a bordo recibió varios tiros de armas de fuego por parte de un grupo de árabes de las cercanías, entonces el chofer detuvo el vehículo ante los primeros ataques y sus cinco ocupantes (que no contaban con algún medio para defenderse) saltaron fuera de él para cobijarse de los agresores, entonces los árabes atacantes los atraparon uno a uno y castraron a los pasajeros, los degollaron y descuartizaron sus cuerpos; posteriormente violaron salvajemente a una joven pasajera que viajaba con ellos después de torturarla en el lugar, finalmente la degollaron y jugaron con sus despojos humanos, otra vez , según el Mossad, ya que no hay otras fuentes que no sean en inglés y escritos por gente no israelí. Como no había allí guardianes de la Haganá, entonces los asesinos volvieron cabalgando satisfechos a las colinas y desde allí regresaron a sus aldeas sin ser revisados. La joven víctima estaba vinculada con la colonia de Rosh Piná, situación que acentuó aún más la indignación y la furia de los miembros de aquella.
Ben-Yosef decidió que la única manera de defenderse de los vecinos árabes, era tomar la iniciativa, en vista de que el gobierno británico no hacía nada por evitar los ataques. Entonces Shlomo Ben-Yosef, Shalom Djuravim y Abraham Shein decidieron demostrar que las vidas judías no estaban indefensas en el suelo de sus mayores. Por eso al notar que a principios de 1938 se hacían preparativos árabes para un nuevo ataque a Rosh Piná, sin consulta alguna ni autorización del Comando Supremo del Irgún, estos tres bloquearon el camino a Rosh Piná, al menos a árabes desconocidos.
Aproximadamente al mediodía del 21 de abril de 1938 apareció en el camino de Safed a Rosh Piná un coche lleno de árabes que no pasaban habitualmente por esa zona. Los jóvenes Ben-Yosef, Shein y Djuravin salieron al camino a interceptarlos. El conductor del vehículo se rehusó a parar y se lanzó contra los judíos para atropellarlos. Entonces Ben-Yosef tomó su rifle y disparó un solo tiro al aire, al mismo tiempo que lanzaron una granada falsa que no explotó, entonces los árabes en cuestión huyeron y denunciaron los incidentes a las autoridades británicas. La policía no tardó en llegar, el primero que llegó era un policía judío que sugirió a Ben-Yosef que soltara el arma; él rechazó hacer esto y pocos minutos más tarde otros oficiales lo arrestaron.[cita requerida]

## Juicio y sentencia
El 24 de mayo de ese año comenzó en Haifa el juicio militar a los tres jóvenes judíos. El juicio duró diez días y el veredicto fue dado a conocer el 3 de junio. Durante el proceso judicial, los abogados defensores esgrimieron que los demandados eran inocentes, pero el veredicto ya estaba decidido antes de que comenzara el juicio. Estos fueron tomados como ejemplo por el gobierno británico para que los judíos no se atrevan a cometer un hecho así, porque de lo contrario terminarían con las mismas condenas que los acusados.
Posteriormente Shlomo Ben-Yosef y Abraham Shein fueron sentenciados a morir pendiendo de la horca y Shalom Djuravin fue castigado con prisión perpetua. Al conocer su sentencia Ben-Yosef se levantó y gritó: "Viva el Estado judío a ambos márgenes del Jordán".
En ese entonces surgió una campaña en el mundo judío (y en otros círculos de simpatizantes no-judíos) donde se pedía salvar la vida de los jóvenes condenados, tanto en Palestina como en el exterior, desde el alcalde de Dublín hasta el gobierno de Polonia, sin resultado alguno. Todos aducían que ejecutar a un joven sin antecedentes penales o terroristas, solo por haber atentado en contra de personas a las cuales ni siquiera alcanzó a herir, era simplemente un crimen de guerra por parte del gobierno inglés.
El Cónsul polaco demostró que Shein era menor de edad a la hora del incidente. Entonces el Comandante en Jefe de las Fuerzas Militares Británicas conmutó su sentencia y lo condenó a cadena perpetua (Abraham Shein sería liberado luego de unos meses de prisión). Sin embargo, las súplicas al Imperio Británico para que conmutaran la sentencia de muerte contra Ben-Yosef (a partir de los pedidos de dos obispos anglicanos, del guardia de Mánchester, del gobernador polaco, del rabino Herzog de Palestina, de políticos británicos, de iglesias y de sinagogas) no dieron resultado positivo alguno. Jabotinsky mismo se reunió con el secretario de las colonias de Gran Bretaña, Malcom MacDonald, para pedir por la liberación del acusado. Las peticiones llegaron en grandes cantidades, pero finalmente fueron inútiles.
El joven Shlomo no demostraba temor en el momento de estar tras las rejas esperando su muerte. En la pared de su celda había grabado con piedra "Tov lamut bead hartzeinu" (es bueno morir por la patria), las mismas palabras que pronunció Trumpeldor antes de su muerte.
La noche anterior a la ejecución del acusado, el único oficial judío de la prisión pidió hacer guardia. Al acercarse a su celda explicó que permaneció asombrado al ver que Ben-Yosef dormía tranquilamente.
Cuando Shlomo se despertó pidió agua y se higienizó. El oficial relató que lo miraba maravillado. Luego se le trajo ropa de civil. Ben-Yosef dijo que se le había prometido su Tilboshet (uniforme) del Betar para ir al cadalso. Entonces el oficial le advirtió que lo llevaría a la fuerza y que esto podría interpretarse como miedo y debilidad, entonces el condenado dijo: "Muy bien, iré así. No quiero que se diga que un soldado judío le teme a la muerte".
A los amigos se les permitió visitarlo algunas horas antes de su muerte. Ben-Yosef dijo: "nací como un Betarí y moriré como tal; mi muerte servirá como un símbolo de batalla".
Salía el sol el 29 de junio de 1938 cuando Ben-Yosef marchaba hacia el patíbulo. Desde el corredor que conducía al cadalso podía escucharse su voz que decía "Viva Jabotinsky". Y luego cantó la canción del movimiento Betar (Shir Betar) seguido de Hatikva (himno oficial del sionismo que posteriormente sería el himno del Estado de Israel). Los demás prisioneros judíos, incluidos Shein y Djuravin, se levantaron y se unieron al canto. Minutos después la voz de Shlomo Ben-Yosef ya no se escuchaba más y fue ahorcado.

## Legado y consecuencias
El mundo judío fue gravemente sacudido por este hecho, considerado una injusticia, movido profundamente por lo que llamaban el heroísmo de ese joven al enfrentarse con la cara de la muerte. Como consecuencia de este hecho, muchos consulados y embajadas británicas fueron atacados.
Actualmente la tumba de Ben-Yosef se encuentra en las montañas de Rosh Pina, su tumba es simple y está rodeada de empedrado.